# 케이프요크모자이크꼬리쥐
케이프요크모자이크꼬리쥐(Melomys capensis)는 쥐과에 속하는 설치류의 일종이다. 오스트레일리아 케이프요크반도에서만 발견된다.

## 특징
꼬리 길이 120~170mm를 제외한 몸길이가 120~160mm인 중형 설치류로 발 길이가 25~27mm, 귀 길이가 16~18mm이다. 몸무게는 최대 115g이다.

## 생태
나무 위에서 생활하는 야행성 동물이다. 나무 구멍 속 또는 건물 안의 구멍에 둥지를 만든다. 먹이는 과일이나 씨앗, 잎 등이다. 연중 번식을 하고 여러 마리의 새끼를 낳는다.

## 분포
오스트레일리아 퀸즐랜드주 북부의 케이프요크반도에 널리 분포한다. 인근 해안가 섬에서도 발견된다. 습윤 열대 숲에서 서식한다.